# ドミニク・シモン
ドミニク・シモン（Dominique Simone、ジョージア州ヴァルドスタ出身、1971年6月18日 - ）は、アメリカ合衆国のアフリカ系アメリカ人ポルノ女優。

## 来歴
シモンが生まれる前に父親は自動車事故で亡くなった。そして母親は彼女のしつけに熱心ではなかった。シモンはアトランタに住む祖母によって、宗教的戒律の厳しい南部バプテスト派の家庭で育てられた。週に2回教会に行き、それ以外の外出も、電話で話す事も、テレビを観る事もあまり無かった。彼女はセックスは不道徳な事だと教えられ、その結果セックスに夢中になった。6歳の時に学校のトイレで女の子に捕まって教え込まれ、11歳の時に22歳の男性によって処女を喪失した。
シモンは17歳でロサンゼルスのファッション・ インスティテュート・オブ・デザイン・アンド・マーチャンダイジング (Fashion Institute of Design & Merchandising) の奨学生の資格を得た。学友にはアレクシス・アークエットがいた。1989年、18歳の時に彼女はモデルの募集広告に応募し、間もなくハスラー誌やPlayers誌のようなポルノ雑誌のモデルを務めるようになった。
19歳でハードコアポルノ映画デビューを果たし、直ぐにポルノ映画界で最高の黒人若手女優の1人として有名になった。1990年代に200本以上の映画に出演し、レズビアンシーンを得意とした。1990年代初期の作品では、生まれたままの自然な乳房を見る事ができるが、後に2度にわたって豊胸手術を施している。2000年にレキシントン・スティールと共演した『My Baby Got Back 21』と『Booty Talk 17』が最後の映画・ビデオ出演となった。
彼女はスヌープ・ドッグ、ブライアン・マックナイト（「Keep It On the Down Low」）、モンテル・ジョーダン（「Something for the Honeys」）のミュージック・ビデオにも出演している。2006年現在、彼女は映画界から引退し、ローンオフィサー （Loan officer - 金融機関からは独立した融資担当者）として働きながら2人の子供たちを育てている。

## 受賞
- 2007年 AVN殿堂入り[7]